# Bactericera petiolata
Bactericera petiolata är en insektsart som först beskrevs av Loginova 1960.  Bactericera petiolata ingår i släktet Bactericera och familjen spetsbladloppor. Inga underarter finns listade i Catalogue of Life.